# Branky, body, vteřiny
Branky, body, vteřiny (v letech 1980 až 1993 Branky, body, sekundy) jsou hlavní sportovně-zpravodajská relace České televize, dříve Československé televize. Vysílána je nepřetržitě od 11. března 1956, původně pod názvem Sportovní vteřiny. Jako vůbec první televizní pořad přinášel záběry z téhož dne. Jeho vznik prosadil první šéfredaktor sportovního oddělení Miroslav Hladký. Branky, body, vteřiny jsou zároveň nejstarším televizním pořadem v Česku. Od ledna 2020 se vysílají ze studia 6.
Původně se vysílal v sobotu a v neděli večer. Od dubna 2012 byl název přenesen i na pravidelné sportovní zprávy vysílané po hlavní zpravodajské relaci Události od 19:56 na programech ČT1, ČT24 a v repríze na ČT sport.
Na moderátorském postu se střídali od roku 1956 do roku 1988 Vít Holubec, od 1973 do 1989 Štěpán Škorpil, Robert Bakalář do 1989, Jaroslav Suchánek, Stanislav Pavlík, Zdeněk Valenta, 1962 až 1994 Karol Polák. Od roku 1980 do roku 1998 poté od 9. dubna 2012 až doposud Petr Vichnar. Od 1990 do 1995 Vladimír Drbohlav. Od roku 1991 do roku 1998 a poté od srpna 2006 do 12. srpna 2007 Robert Záruba. Od roku 1993 do března 2012 byl moderátorem Stanislav Bartůšek. V letech 1992 až 1995 moderoval Jaromír Bosák. V letech 1993 až 1997 Jakub Bažant. Od 5. srpna 1996 dosud moderuje Vojtěch Bernatský. Od roku 1996 do srpna 2006 Ivana Chvátalová. Od 1. května 1994 do 1996 Petr Svěcený. V roce 1999 Jiří Rejman. Od srpna 2007 do září 2009 a poté od 1. dubna 2012 Barbora Černošková, kterou od září 2009 do března 2012 nahradila Kateřina Nekolná. Od 3. dubna 2012 do 28. prosince 2024 byl moderátorem pořadu Jan Smetana. Na podzim 2014 odešla Barbora Černošková na mateřskou dovolenou, v polovině roku 2015 se do vysílání vrátila, moderovala do 29. září 2024. Od ledna 2025 pořad moderují Darina Vymětalíková a Jana Niklová.